# Hodnocení dopadů regulace
Hodnocení dopadů regulace (anglicky Regulatory Impact Assessment nebo Regulatory Impact Analysis, zkratkou RIA) je soustava metod směřujících k systematickému zhodnocení negativních nebo pozitivních dopadů variant navrhovaných (ex ante) či existujících (ex post) regulací. Regulace představují soubor rozmanitých nástrojů, pomocí kterých vláda a státní správa realizuje požadavky na jednotlivce a skupiny s cílem ovlivnit jejich chování. Jedná se především o zákony, nařízení vlády, vyhlášky, ale i jiné formy regulace než je regulace právní.
Proces hodnocení dopadů regulace nenahrazuje politické rozhodování, pouze vytváří předpoklady pro jeho kultivaci. RIA má být transparentním zdrojem srozumitelně podávaných relevantních informací, které mohou sloužit jako podklad pro kvalifikované rozhodnutí prováděné politickou reprezentaci. Kvalitně provedené hodnocení dopadů regulace je přiměřené povaze problému, který se snaží hodnotit, odpovědné, konzistentní, transparentní a cílené.

## Postup při vytváření RIA
Konkrétní kroky v rámci provádění RIA jsou následující:
- identifikace, pochopení a popis problému a dotčených skupin, zdůvodnění potřeby konat
- navržení variant řešení, variant politik včetně uvažování varianty nulové (která většinou tvoří funkci určitého benchmarku)
- zhodnocení možných dopadů navrhovaných řešení, vyhodnocení nákladů a přínosů (V rámci této části procesu RIA dochází k identifikaci veškerých přínosů a nákladů. Jednotlivé dopady jsou vyhodnocovány pro všechny dotčené skupiny. Přínosy a náklady jsou vyjádřeny v kvalitativní, kvantitativní nebo monetární podobě, přičemž poslední dvě vyjádření jsou preferovány. K vyčíslení dopadů je často využíváno kvantitativních modelů (modelů všeobecné ekonomické rovnováhy, sektorových modelů, makroekonometrických modelů, mikrosimulačních modelů, modelů hodnocení dopadů na životní prostředí).
- výběr varianty (Při výběru nejvhodnější varianty lze využít analýzy nákladů a přínosů (cost-benefit analysis), analýzy nákladové efektivnosti (cost-effectiveness analysis), analýzy minimalizace nákladů (cost-minimisation analysis) či multikriteriální analýzy (multi-criteria analysis). Základním pravidlem pro výběr varianty by měla být zásada, že náklady, které regulace přinese, by neměly převyšovat užitek z ní plynoucí, přičemž se využívá i řízených konzultací vedených s dotčenými skupinami.)
- implementace, vynucování (stanovení sankcí, nápravných opatření apod.)
- periodický přezkum účinnosti (smysluplnosti nové právní úpravy).

Klíčovou součástí procesu RIA jsou konzultace s dotčenými stranami. V tomto směru s sebou institucionalizace procesu hodnocení dopadů regulace přináší významné rozšíření možnosti konzultovat problémy se zainteresovanými stranami. Tento krok může přilákat soukromé subjekty k tomu, aby se podílely na tvorbě legislativy. Oslovení širokého okruhu dotčených stran v rámci průběhu konzultací a pečlivé zpracování, zhodnocení a zohlednění relevantních komentářů a návrhů výrazně zvýší kvalitu současné regulace ve směru k vyšší transparentnosti (otevřenosti, jednoduchosti a dobré použitelnosti), odpovědnosti autorské strany (vládě a parlamentu, uživatelům a veřejnosti), adekvátnosti s ohledem na riziko, konzistentnosti (předvídatelnosti) a cílenosti (zaměření se na problém s minimalizací vedlejších efektů).
Povinnost zpracovat RIA se vztahuje na všechny návrhy právních předpisů připravované na úrovni vlády a ústřední státní správy. Platí rovněž pro implementaci předpisů EU. Výjimku tvoří pouze případy stanovené legislativními pravidly vlády a Obecnými zásady pro RIA, např. návrhy ústavních zákonů, návrh zákona o státním rozpočtu, krizové situace, stanovení nezpracování RIA v plánu legislativních prací vlády na příslušný kalendářní rok, parametrické změny a návrhy prováděcích předpisů, u nichž je hodnocení dopadů zmocňovacích ustanovení obsaženo již v RIA k návrhu zákona a současně nejsou identifikovány nové dopady. Ad hoc výjimku ze zpracování RIA může udělit předseda Legislativní rady vlády.

## Historie procesu RIA v ČR
Základním krokem k implementaci procesu RIA v Česku bylo vydání doporučení OECD ke zkvalitnění vládní regulace. Naplňování tohoto doporučení se stalo hlavním obsahem usnesení vlády ČR ze dne 27. září 2000 č. 950. Toto usnesení uložilo zpracovat do 31. prosince 2000 v rámci reformy ústřední státní správy návrh způsobu zajištění administrativních kapacit pro analýzu dopadů a kontrolu kvality regulace. Usnesením vlády ze dne 25. června 2001 č. 650 byla vzata na vědomí Analýza doporučení OECD pro další postup regulatorní reformy v Česku. Následovala úprava Legislativních pravidel vlády. Dne 17. března 2004 přijala vláda svým usnesením č. 237 materiál „Postup a hlavní směry reformy a modernizace ústřední státní správy, obsahující vyřešení gesce a organizačního uspořádání“, který obsahuje mimo jiné projekt „Reforma regulace“. Na závěr celého procesu vláda usnesením č. 420 ze dne 13. dubna 2005 schválila postup začlenění metody pro hodnocení dopadu regulace na podnikatelské prostředí do procesu přípravy regulace.
Následný proces implementace hodnocení dopadů regulace prochází několika etapami. V první fázi končící rokem 2006 došlo ke schválení návrhu Směrnice pro hodnocení dopadů regulace. V tomto období jsou již vybrané právní předpisy připravovány v souladu s návrhem této směrnice. V průběhu druhé fáze byly usnesením vlády č. 877/2007 schváleny Obecné zásady pro RIA. Tím dochází k zavedení povinnosti provádět hodnocení dopadů metodou RIA od 1. 11. 2007. Pro provádění RIA byl zvolen dvoustupňový proces. RIA bude podle předpokládaných dopadů uplatňována buď ve zkrácené podobě (malá RIA), nebo v případě očekávaných rozsáhlých dopadů či ohrožení některé ze státem podporované politiky bude provedena hlubší analýza (velká RIA). Zároveň došlo ke zřízení Grémia pro regulační reformu a efektivní veřejnou správu, které jakožto mezirezortní orgán zaujímalo stanoviska k legislativním návrhům z hlediska hodnocení jejich dopadů, včetně způsobované byrokratické zátěže (grémiu reálně stanoviska navrhoval Stálý výbor pro kontrolu kvality hodnocení dopadů regulace spadající organizačně pod Ministerstvo vnitra). Třetí etapa měla zahrnovat přehodnocení funkčnosti systému hodnocení dopadů regulace k 31. 12. 2008 a jeho případnou úpravu.
Další významné změny se odehrály v roce 2011. Koordinace procesu RIA byla převedena z Ministerstva vnitra na Úřad vlády ČR do kompetence předsedy Legislativní rady vlády. Došlo ke zrušení rozdělení na velkou a malou RIA, přičemž výstupem z procesu RIA je závěrečná zpráva z hodnocení dopadů regulace (součást obecné části důvodové zprávy), která již není zpracovávána ve dvou odlišných strukturách podle velké a malé RIA. Stanoviska k legislativním návrhům z hlediska hodnocení jejich dopadů začala zaujímat nově vzniklá pracovní komise Legislativní rady vlády pro hodnocení dopadů regulace (Komise RIA).
V letech 2014 a 2016 došlo k menším novelizacím Legislativních pravidel vlády a Obecných zásad pro RIA zahrnující dílčí procesní změny a doplnění vybraných specifických dopadů. Závěrečná zpráva z hodnocení dopadů regulace tvoří samostatnou část materiálu.

## Institucionální zabezpečení RIA v ČR
Proces hodnocení dopadů regulace je institucionálně zabezpečen na několika úrovních:
Ústřední orgány státní správy nesou odpovědnost za provádění RIA, kvalitu zpracování závěrečné zprávy RIA a soulad závěrečné zprávy RIA a návrhu právního předpisu.
Úřad vlády – Odbor hodnocení dopadů regulace koordinuje a metodicky řídí proces RIA a poskytuje metodickou pomoc a konzultace zpracovatelům RIA při provádění RIA.
Komise RIA je oprávněna posuzovat kvalitu závěrečných zpráv z RIA k předkládaným právním předpisům a zpracovávat k nim stanoviska. Komise RIA dále na základě zpracovaného přehledu dopadů doporučuje zpracování nebo nezpracování závěrečné zprávy z RIA a poskytuje konzultace k RIA v průběhu jejího zpracování ústředními orgány státní správy.

## Komise RIA
Pracovní komise pro hodnocení dopadů regulace (Komise RIA) je po formální stránce jednou z pracovních komisí Legislativní rady vlády. Komise RIA byla zřízena 1. listopadu 2011. Její vznik souvisí s trendem institucionalizace procesu RIA, který probíhá i v jiných státech OECD a EU. S některými zahraničními protějšky česká Komise RIA spolupracuje v iniciativě RegWatch Europe.
Současné složení Komise RIA: Mgr. et Mgr. Marek Havrda, MA, MPA, Ph.D., (předseda), JUDr. Petr Solský (místopředseda), Mgr. Miroslav Dvořák, Mgr. Zdeněk Mandík, Mgr. Jan Matoušek, doc. Ing. Daniel Münich, Ph.D., Ing. Jiří Nekovář, Marek Ondroušek, Radek Špicar, M.Phil., Ing. Zbyněk Spousta, Ing. Vladimír Štípek, Ph.D., RNDr. Jan Vozáb, Ph.D., Mgr. Martina Vránová, Ing. Petr Zahradník, MSc.
V minulosti v Komisi RIA působili např. prof. Ing. Michal Mejstřík, CSc. (předseda v letech 2011–2015), prof. Ing. Jiřina Jílková (předsedkyně v letech 2015–2022), JUDr. Pavel Telička (2011–2013), Mgr. Libor Dušek, Ph.D. (2011–2015), prof. Ing. Petr Moos, CSc. (2011–2018), RNDr. Luděk Niedermayer (2013–2016), JUDr. Tomáš Richter (2012–2016), Ing. Daniel Trnka (2013–2019), Mgr. Zdeněk Zajíček (2017–2021) .

## Vzdělávání v RIA v Česku
V Česku byly na téma RIA doposud zorganizovány dvě odborné konference (obě v roce 2008), na nichž měla odborná veřejnost příležitost setkat se odborníky na tuto problematiku v oblasti teoretického výzkumu (např. prof. Michal Mejstřík, Tomáš Richter, Dalibor Vermiřovský, Zdeněk Husták), s odborníky z praxe – např. Zuzanou Rusňákovou a Danielem Trnkou z Ministerstva vnitra, Miroslavem Singerem z ČNB – i s politickými představiteli (např. Jim Murphy, Britský ministr pro Evropu, Alexander Vondra, místopředseda vlády pro evropské záležitosti, senátorka Soňa Paukertová, Edvard Kožušník, náměstek ministra vnitra Zdeněk Zajíček a další). Konference se uskutečnily na Institutu ekonomických studií Fakulty sociálních věd Univerzity Karlovy v Praze (výstupy z konference – viz např. Mejstřík (2008), Mejstřík, Chvalkovská (2008).